# 134ª Squadriglia
La 134ª Squadriglia era un reparto del Regio Esercito.

## Storia
La 134ª Squadriglia viene creata al Deposito Aviatori di Torino e nel settembre 1917 va al Centro Formazione Squadriglie dell'Aeroporto di Brescia-Ghedi dove arrivano gli aerei.
Il 25 ottobre va all'Aeroporto di Udine-Campoformido con 9 Pomilio PD ed il 30 ottobre a Villaverla con 2 Sezioni per il IX Gruppo (poi 9º Gruppo Caccia) al comando del Tenente Ermenegildo Laghi che dispone di 4 piloti ed una Sezione a Castenedolo (poi Aeroporto di Brescia-Montichiari) per il III Gruppo (poi 3º Gruppo caccia terrestre) comandata dal Ten. Umberto Venturini con altri 2 piloti e 10 osservatori.
Il 16 novembre tutte le sezioni vanno alla Piazza d'Armi del Campo di aviazione di Verona-Tombetta nel III Gruppo ed il 10 dicembre la 3ª Sezione crea la 135ª Squadriglia.
Il 7 dicembre 3 aerei bombardano e mitragliano truppe a Gallio (Italia) ma sono attaccati da 3 caccia Albatros D.III di Julius Arigi, Josef Kiss e dell'altro Asso dell'aviazione Josef von Maier della Flik 55J e 2 Pomilio PE devono rientrare in emergenza.
Il 10 dicembre ci sono 6 PE non operativi ed il 16 dicembre 2 aerei lanciano bombe e mitragliano tra Col Caprile e Cismon del Grappa.
Nel 1917 ha svolto 44 voli di guerra ed il 1º gennaio 1918 dispone di 6 Pomilio.
Il 3 maggio l'unità va a Ganfardine (poi Aeroporto di Verona-Villafranca) con 9 Pomilio dove il 1º luglio il Capitano Laghi, oltre al Pilota Sergente Fernando Ducceschi,  dispone di altri 7 piloti e 13 osservatori.
Il 4 settembre la squadriglia viene divisa nella 134 A di Laghi nel III Gruppo e 134 B al comando del Cap. osservatore Adriano Barone che dispone di 4 piloti, 5 osservatori e 4 aerei al Campo di aviazione di Castelgomberto per il XVI Gruppo.
Il 17 settembre il PE della 134 B di Annibale Tonta e Barone viene abbattuto sul Passo della Borcola dall'Albatros D.III dell'asso Franz Peter (6 vittorie) ed il comando passa al Ten. osservatore Nicola Picca e poi al Cap. Cristoforo Galeotti ed alla 134 A il 3 novembre al Cap. Emilio Brizzi.
Il 4 novembre la 134 B ha 2 PE operativi per la 1ª Armata e la 134 A 2 aerei operativi.
Nel 1918 il reparto ha svolto 139 voli di guerra di cui 112 la 134 A e 27 la 134 B.
Il 1º dicembre le 2 squadriglie sono entrambe riunite a Castelgomberto nel XVI Gruppo.
Il 6 febbraio 1919 viene sciolta.